# Estación de Steinen
La estación de Steinen es la principal estación ferroviaria de la comuna suiza de Steinen, en el Cantón de Schwyz.

## Historia y situación
La estación de Steinen  fue inaugurada en el año 1882 con la puesta en servicio al completo de la línea Immensee - Chiasso, más conocida como la línea del Gotardo.
Se encuentra ubicada en el borde suroeste del núcleo urbano de Steinen. Cuenta con dos andenes laterales a los que acceden dos vías pasantes.
En términos ferroviarios, la estación se sitúa en la línea Immensee - Chiasso. Sus dependencias ferroviarias colaterales son la estación de Arth-Goldau hacia Immensee y la estación de Schwyz en dirección Chiasso.

## Servicios Ferroviarios
Los servicios ferroviarios de esta estación están prestados por SBB-CFF-FFS:

### S-Bahn Lucerna/Zug
En la estación efectúan parada dos líneas de cercanías que establecen relaciones cadenciadas gracias a las redes de S-Bahn Lucerna y S-Bahn Zug (S-Bahn es la denominación en alemán de las redes de Cercanías).
- S 2 Zug - Arth-Goldau - Brunnen - Erstfeld
- S 3 Lucerna - Lucerna Verkehrshaus - Meggen - Küssnacht am Rigi - Arth-Goldau - Brunnen